# Oxford Centre for Animal Ethics
L'Oxford Centre for Animal Ethics és un centre d'estudis independent que té per objectiu promoure les perspectives de l'ètica animal en la investigació, la docència i les publicacions. Fou fundat el 2006 per Andrew Linzey i va ser el primer centre al món en centrar-se a desenvolupar perspectives sobre l'ètica animal. El centre està dedicat a la memòria del filòsof català Josep Ferrater Mora, que s'oposà a la tauromàquia a Espanya.
Els seus projectes principals són la revista acadèmica Journal of Animal Ethics, que edita juntament amb la Universitat d'Illinois i que va ser la primera revista de pensament progressista sobre els animals. També el curs anual d'estiu Oxford Summer School in Animal Ethics i la sèrie de llibres sobre ètica animal The Palgrave Macmillan Series on Animal Ethics amb la col·laboració de l'editorial Palgrave Macmillan.